# Боретти
Боретти (пол. Boretti) — дворянский род.
Фердинанд Боретти и брат его Феликс-Иван-Мария Боретти, герба Боретти, 29.08.1850 жалованы дипломом на потомственное дворянское достоинство Царства Польского.

## Описание герба
Щит разделен пятикратно. В первом и четвёртом серебряных, втором и третьем червлёных — по голове негра. В среднем лазоревом пятом поле, ангел в красных одеждах, трубящий в золотую трубу, которую держит в правой руке, в левой — пальмовую ветвь.
На щите дворянский коронованный шлем. Нашлемник: три страусовых пера. Намёт на щите красный, подложенный серебром.